# Distretto di Totos
Il distretto di Totos è uno degli otto distretti della provincia di Cangallo, in Perù. Si trova nella regione di Ayacucho e si estende su una superficie di 112,9 chilometri quadrati.

Ha per capitale la città di Totos e nel censimento del 2005 contava 4.415 abitanti.